# رهدل
رَهْدّل أو طويل المخلب (الاسم العلمي: Macronyx)، (بالإنجليزية: Longclaw)‏ هي طيور صغيرة من جنس الجواثم الأفريقية لها ذيل طويل، وتهزه بكثرة. وهي من نفس فصيلة الجشنات والذعرات. يتميز شكلها بأنها رفيعة، وغالبيتها ملونة، تغذيتها من حشرات الأرض. تبني أعشاشها على الأرض، وتضع ما يصل إلى أربع بيضات مرقطة. سمت بطويلة المخلب بسبب طول مخالبها الخلفية، التي يعتقد أنها تساعدها على المشي فوق العشب.

## الأنواع
| صورة | الاسم العلمي          | الاسم العربي | التوزع |
| ---- | --------------------- | ------------ | --- |
|      | Macronyx sharpei      |              | غرب ووسط كينيا. |
|      | Macronyx flavicollis  |              | أثيوبيا |
|      | Macronyx fuellebornii |              | جنوب وسط أفريقيا. |
|      | Macronyx capensis     |              | جنوب إفريقيا في زيمبابوي وجنوب وشرق جنوب إفريقيا. |
|      | Macronyx croceus      |              | أنغولا، بنين، بوركينا فاسو، بوروندي، الكاميرون، جمهورية إفريقيا الوسطى، تشاد، جمهورية الكونغو، جمهورية الكونغو الديمقراطية، ساحل العاج، الغابون، غامبيا، غانا، غينيا، غينيا بيساو، كينيا، ليسوتو، ليبيريا، ملاوي ومالي وموزمبيق والنيجر ونيجيريا ورواندا والسنغال وسيراليون والصومال وجنوب إفريقيا وجنوب السودان وسوازيلاند وتنزانيا وتوغو وأوغندا وزامبيا وزيمبابوي. |
|      | Macronyx aurantiigula |              | تنزانيا وكينيا والصومال. |
|      | Macronyx ameliae      |              | أنغولا، وبوتسوانا، وجمهورية الكونغو الديمقراطية، وكينيا، وملاوي، وموزمبيق، وناميبيا، وجنوب إفريقيا، وتنزانيا، وزامبيا، وزيمبابوي. |
|      | Macronyx grimwoodi    |              | أنغولا وجمهورية الكونغو الديمقراطية وزامبيا. |